# Nascar Grand National Series 1961
Nascar Grand National Series 1961 var den 13:e upplagan av den främsta divisionen av professionell stockcarracing i USA sanktionerad av National Association for Stock Car Auto Racing. Säsongen bestod av 52 race och inleddes redan 6 november 1960 på Southern States Fairgrounds i Charlotte i North Carolina och avslutades 29 oktober 1961 på Occoneechee Speedway i Hillsborough i North Carolina.
Ned Jarrett vann serien i en Chevrolet. Pontiac som bilmärke dominerade serien med 30 segrar av 52 möjliga

## Resultat
| Nr      | Datum        | Tävling                    | Bana                                                         | Pole             | Vinnare          | Konstruktör | Start | Rapport |
| ------- | ------------ | -------------------------- | ------------------------------------------------------------ | ---------------- | ---------------- | ----------- | ----- | ------- |
| 1       | 6 november   | Race 1                     | Southern States Fairgrounds, Charlotte, North Carolina       | Lee Petty        | Joe Weatherly    | Ford        | 11    |         |
| 2       | 20 november  | Race 2                     | Speedway Park, Jacksonville, Florida                         | Junior Johnson   | Lee Petty        | Plymouth    | 13    |         |
| 3       | 24 februari  | Daytona 500 Qualifier #1   | Daytona International Speedway, Daytona Beach, Florida       | Fireball Roberts | Fireball Roberts | Pontiac     | 1     |         |
| 4       | 24 februari  | Daytona 500 Qualifier #2   | Daytona International Speedway, Daytona Beach, Florida       | Joe Weatherly    | Joe Weatherly    | Pontiac     | 1     |         |
| 5       | 26 februari  | Daytona 500                | Daytona International Speedway, Daytona Beach, Florida       | Fireball Roberts | Marvin Panch     | Pontiac     | 4     | Rapport |
| 6       | 4 mars       | Race 6                     | Piedmont Interstate Fairgrounds, Spartanburg, South Carolina | Ned Jarrett      | Cotton Owens     | Pontiac     | 4     |         |
| 7       | 5 mars       | Race 7                     | Asheville-Weaverville Speedway, Weaverville, North Carolina  | Rex White        | Rex White        | Chevrolet   | 1     |         |
| 8       | 12 mars      | Race 8                     | Marchbanks Speedway, Hanford, Kalifornien                    | Bob Ross         | Fireball Roberts | Pontiac     | 2     |         |
| 9       | 26 mars      | Atlanta 500                | Atlanta International Raceway i Atlanta i Georgia            | Marvin Panch     | Bob Burdick      | Pontiac     | 7     | Rapport |
| 10      | 1 april      | Greenville 200             | Greenville-Pickens Speedway, Easley, South Carolina          | Junior Johnson   | Emanuel Zervakis | Chevrolet   | 2     | Rapport |
| 11      | 2 april      | Race 11                    | Occoneechee Speedway, Hillsborough, North Carolina           | Ned Jarrett      | Cotton Owens     | Pontiac     | 3     |         |
| 12      | 3 april      | Race 12                    | Bowman Gray Stadium, Winston-Salem, North Carolina           | Glen Wood        | Rex White        | Chevrolet   | 2     |         |
| 13      | 9 april      | Race 13                    | Martinsville Speedway, Ridgeway, Virginia                    | Rex White        | Fred Lorenzen    | Ford        | 2     |         |
| 14      | 16 april     | Gwyn Staley 400            | North Wilkesboro Speedway, North Wilkesboro North Carolina   | Junior Johnson   | Rex White        | Chevrolet   | 2     | Rapport |
| 15      | 20 april     | Race 15                    | Columbia Speedway, Cayce, South Carolina                     | Ned Jarrett      | Cotton Owens     | Pontiac     | 2     |         |
| 16      | 22 april     | Hickory 250                | Hickory Motor Speedway, Hickory, North Carolina              | Junior Johnson   | Junior Johnson   | Pontiac     | 1     | Rapport |
| 17      | 23 april     | Richmond 200               | Atlantic Rural Fairgrounds, Richmond, Virginia               | Richard Petty    | Richard Petty    | Plymouth    | 1     | Rapport |
| 18      | 30 april     | Virginia 500               | Martinsville Speedway, Ridgeway, Virginia                    | Rex White        | Junior Johnson   | Pontiac     | 17    | Rapport |
| 19      | 6 maj        | Rebel 300                  | Darlington Raceway, Darlington, South Carolina               | Fred Lorenzen    | Fred Lorenzen    | Ford        | 1     | Rapport |
| 20      | 21 maj       | World 600 Qualifier #1     | Charlotte Motor Speedway, Charlotte, North Carolina          | Fred Lorenzen    | Richard Petty    | Plymouth    | 7     |         |
| 21      | 21 maj       | World 600 Qualifier #2     | Charlotte Motor Speedway, Charlotte, North Carolina          | Junior Johnson   | Joe Weatherly    | Pontiac     | 3     |         |
| 22      | 21 maj       | Race 22                    | Riverside International Raceway, Riverside, Kalifornien      | Eddie Gray       | Lloyd Dane       | Chevrolet   | 2     |         |
| 23      | 27 maj       | Race 23                    | Ascot Stadium, Los Angeles, Kalifornien                      | Danny Weinberg   | Eddie Gray       | Ford        | 2     |         |
| 24      | 28 maj       | World 600                  | Charlotte Motor Speedway, Charlotte, North Carolina          | Richard Petty    | David Pearson    | Pontiac     | 3     | Rapport |
| 25      | 2 juni       | Race 25                    | Piedmont Interstate Fairgrounds, Spartanburg, South Carolina | Joe Weatherly    | Jim Paschal      | Pontiac     | 11    |         |
| 26      | 4 juni       | Southland 200              | Fairgrounds Raceway, Birmingham, Alabama                     | Johnny Allen     | Ned Jarrett      | Chevrolet   | 4     | Rapport |
| 27      | 8 juni       | Pickens 200                | Greenville-Pickens Speedway, Easley, South Carolina          | Ned Jarrett      | Jack Smith       | Pontiac     | 7     | Rapport |
| 28      | 10 juni      | Myers Brothers 200         | Bowman Gray Stadium, Winston-Salem, North Carolina           | Junior Johnson   | Rex White        | Chevrolet   | 4     | Rapport |
| 29      | 17 juni      | Yankee 500                 | Norwood Arena, Norwood, Massachusetts                        | Rex White        | Emanuel Zervakis | Chevrolet   | 3     | Rapport |
| 30      | 23 juni      | Race 30                    | Hartsville Speedway, Hartsville, South Carolina              | Emanuel Zervakis | Buck Baker       | Chrysler    | 3     |         |
| 31      | 24 juni      | Race 31                    | Starkey Speedway, Roanoke, Virginia                          | Rex White        | Junior Johnson   | Pontiac     | 2     |         |
| 32      | 4 juli       | Firecracker 250            | Daytona International Speedway, Daytona Beach, Florida       | Fireball Roberts | David Pearson    | Pontiac     | 2     | Rapport |
| 33      | 9 juli       | Festival 250               | Atlanta International Raceway i Atlanta i Georgia            | Fireball Roberts | Fred Lorenzen    | Ford        | 5     | Rapport |
| 34      | 20 juli      | Race 34                    | Columbia Speedway, Cayce, South Carolina                     | Cotton Owens     | Cotton Owens     | Pontiac     | 1     |         |
| 35      | 22 juli      | Race 35                    | Rambi Raceway, Myrtle Beach, South Carolina                  | Joe Weatherly    | Joe Weatherly    | Pontiac     | 1     |         |
| 36      | 30 juli      | Volunteer 500              | Bristol Motor Speedway, Bristol, Tennessee                   | Fred Lorenzen    | Jack Smith       | Pontiac     | 12    | Rapport |
| 37      | 6 augusti    | Nashville 500              | Music City Motorplex, Nashville, Tennessee                   | Paul Lewis       | Jim Paschal      | Pontiac     | 10    | Rapport |
| 38      | 9 augusti    | Race 38                    | Bowman Gray Stadium, Winston-Salem, North Carolina           | Junior Johnson   | Rex White        | Chevrolet   | 3     |         |
| 39      | 13 augusti   | Western North Carolina 500 | Asheville-Weaverville Speedway, Weaverville, North Carolina  | Jim Paschal      | Junior Johnson   | Pontiac     | 2     | Rapport |
| 40      | 18 augusti   | Race 40                    | Atlantic Rural Fairgrounds, Richmond, Virginia               | Junior Johnson   | Junior Johnson   | Pontiac     | 1     |         |
| 41      | 27 augusti   | Race 41                    | South Boston Speedway, South Boston, Virginia                | Cotton Owens     | Junior Johnson   | Pontiac     | 3     |         |
| 42      | 4 september  | Southern 500               | Darlington Raceway, Darlington, South Carolina               | Fireball Roberts | Nelson Stacy     | Ford        | 3     | Rapport |
| 43      | 8 september  | Buddy Shuman 250           | Hickory Motor Speedway, Hickory, North Carolina              | Rex White        | Rex White        | Chevrolet   | 1     | Rapport |
| 44      | 10 september | Capital City 200           | Atlantic Rural Fairgrounds, Richmond, Virginia               | Junior Johnson   | Joe Weatherly    | Pontiac     | 7     | Rapport |
| 45      | 10 september | Race 45                    | California State Fairgrounds, Sacramento, Kalifornien        | Bill Amick       | Eddie Gray       | Ford        | i.u.  |         |
| 46      | 17 september | Dixie 400                  | Atlanta International Raceway i Atlanta i Georgia            | Fireball Roberts | David Pearson    | Pontiac     | 5     | Rapport |
| 47      | 24 september | Old Dominion 500           | Martinsville Speedway, Ridgeway, Virginia                    | Fred Lorenzen    | Joe Weatherly    | Pontiac     | 4     | Rapport |
| 48      | 1 oktober    | Wilkes 200                 | North Wilkesboro Speedway, North Wilkesboro North Carolina   | Junior Johnson   | Rex White        | Chevrolet   | 3     | Rapport |
| 49      | 15 oktober   | National 400               | Charlotte Motor Speedway, Charlotte, North Carolina          | David Pearson    | Joe Weatherly    | Pontiac     | 6     | Rapport |
| 50      | 22 oktober   | Southeastern 500           | Bristol Motor Speedway, Bristol, Tennessee                   | Bobby Johns      | Joe Weatherly    | Pontiac     | 2     | Rapport |
| 51      | 28 oktober   | Race 51                    | Greenville-Pickens Speedway, Easley, South Carolina          | Buck Baker       | Junior Johnson   | Pontiac     | 3     |         |
| 52      | 29 oktober   | Race 52                    | Occoneechee Speedway, Hillsborough, North Carolina           | Joe Weatherly    | Joe Weatherly    | Pontiac     | 1     |         |
| Källor: |              |                            |                                                              |                  |                  |             |       |         |

## Slutställning
| Plats   | Förare           | Starter | Vinster | Top 5 | Top 10 | Pole | Ledda varv | Prispengar | Poäng  | +\-     |
| ------- | ---------------- | ------- | ------- | ----- | ------ | ---- | ---------- | ---------- | ------ | ------- |
| 1       | Ned Jarrett      | 46      | 1       | 23    | 34     | 4    | 624        | $41 056    | 27272  |         |
| 2       | Rex White        | 47      | 7       | 29    | 37     | 7    | 1390       | $56 395    | 26442  | –830    |
| 3       | Emanuel Zervakis | 38      | 2       | 19    | 28     | 1    | 386        | $27 281    | 22312  | –4960   |
| 4       | Joe Weatherly    | 25      | 9       | 14    | 18     | 3    | 856        | $47 078    | 17894  | –9378   |
| 5       | Fireball Roberts | 22      | 2       | 13    | 14     | 5    | 856        | $47 078    | 17600  | –9672   |
| 6       | Junior Johnson   | 41      | 7       | 16    | 22     | 10   | 975        | $28 540    | 17 178 | –10094  |
| 7       | Jack Smith       | 25      | 2       | 10    | 14     | 0    | 278        | $21 410    | 15186  | –12086  |
| 8       | Richard Petty    | 42      | 2       | 18    | 23     | 2    | 703        | $25 239    | 15186  | –12086  |
| 9       | Jim Paschal      | 23      | 2       | 12    | 16     | 1    | 230        | $18 100    | 13922  | –13955  |
| 10      | Buck Baker       | 42      | 1       | 11    | 15     | 1    | 224        | $13 697    | 13746  | –13526  |
| 11      | Jimmy Pardue     | 44      | 0       | 3     | 16     | 0    | 0          | $10 562    | 13408  | –13 864 |
| 12      | Johnny Allen     | 22      | 0       | 3     | 11     | 1    | 3          | $13 127    | 13114  | –14158  |
| 13      | David Pearson    | 19      | 3       | 7     | 8      | 1    | 248        | $51 910    | 13088  | –14184  |
| 14      | Bob Welborn      | 14      | 0       | 3     | 7      | 0    | 104        | $13 487    | 12570  | –14702  |
| 15      | Herman Beam      | 41      | 0       | 1     | 14     | 0    | 0          | $9 392     | 11382  | –15890  |
| Källor: |                  |         |         |       |        |      |            |            |        |         |

- Notering: Endast de femton främsta förarna redovisas.